# Норт-Шенанго Тауншип (округ Кроуфорд, Пенсільванія)
Норт-Шенанго Тауншип (англ. North Shenango Township) — селище (англ. township) в США, в окрузі Кроуфорд штату Пенсільванія. Населення — 1272 особи (2020).

## Демографія
Згідно з переписом 2010 року, у селищі мешкало 1410 осіб у 675 домогосподарствах у складі 399 родин. Було 1956 помешкань
Расовий склад населення:
| - 98,4 % — білих - 0,4 % — чорних або афроамериканців - 0,2 % — корінних американців - 0,1 % — азіатів |

До двох чи більше рас належало 1,0 %. Частка іспаномовних становила 0,2 % від усіх жителів.
За віковим діапазоном населення розподілялося таким чином: 15,7 % — особи молодші 18 років, 56,6 % — особи у віці 18—64 років, 27,7 % — особи у віці 65 років та старші. Медіана віку мешканця становила 53,7 року. На 100 осіб жіночої статі у селищі припадало 100,9 чоловіків;  на 100 жінок у віці від 18 років та старших — 101,9 чоловіків також старших 18 років.
Середній дохід на одне домашнє господарство  становив 47 043 долари США (медіана — 38 068), а середній дохід на одну сім'ю — 55 215 доларів (медіана — 49 667). Медіана доходів становила 36 625 доларів для чоловіків та 25 662 долари для жінок. За межею бідності перебувало 14,1 % осіб, у тому числі 19,4 % дітей у віці до 18 років та 8,2 % осіб у віці 65 років та старших.
Цивільне працевлаштоване населення становило 510 осіб. Основні галузі зайнятості: освіта, охорона здоров'я та соціальна допомога — 23,3 %, виробництво — 13,7 %, роздрібна торгівля — 12,0 %.